# Picrasma quassioides
Picrasma quassioides là một loài thực vật có hoa trong họ Thanh thất. Loài này được (D. Don) Benn. miêu tả khoa học đầu tiên năm 1844.

## Hình ảnh

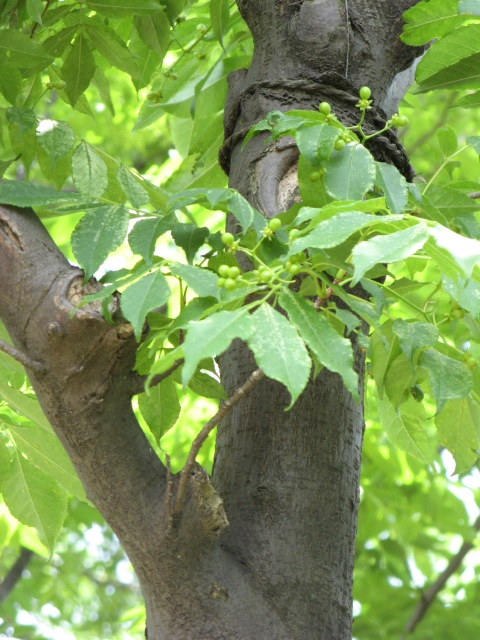
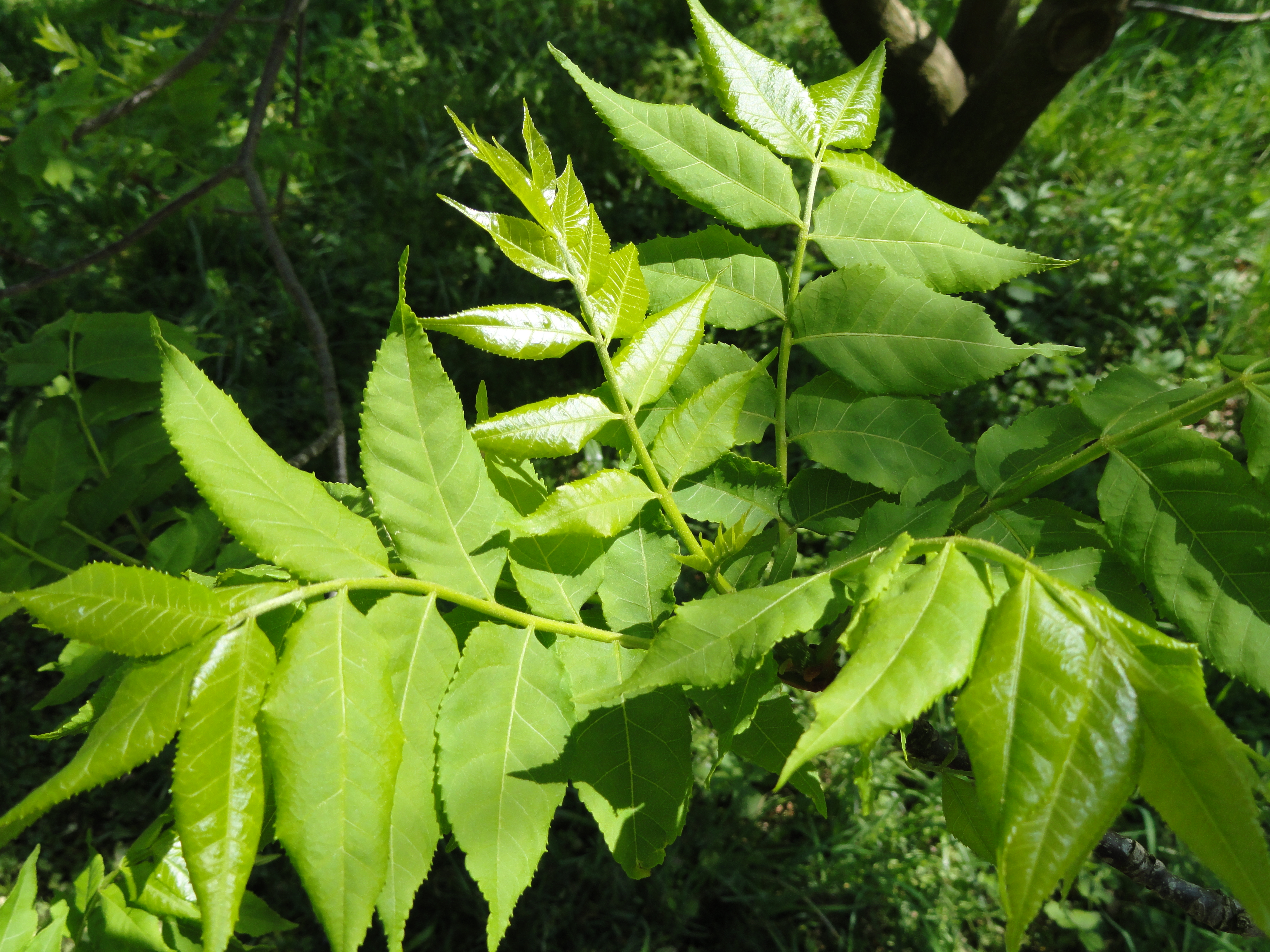
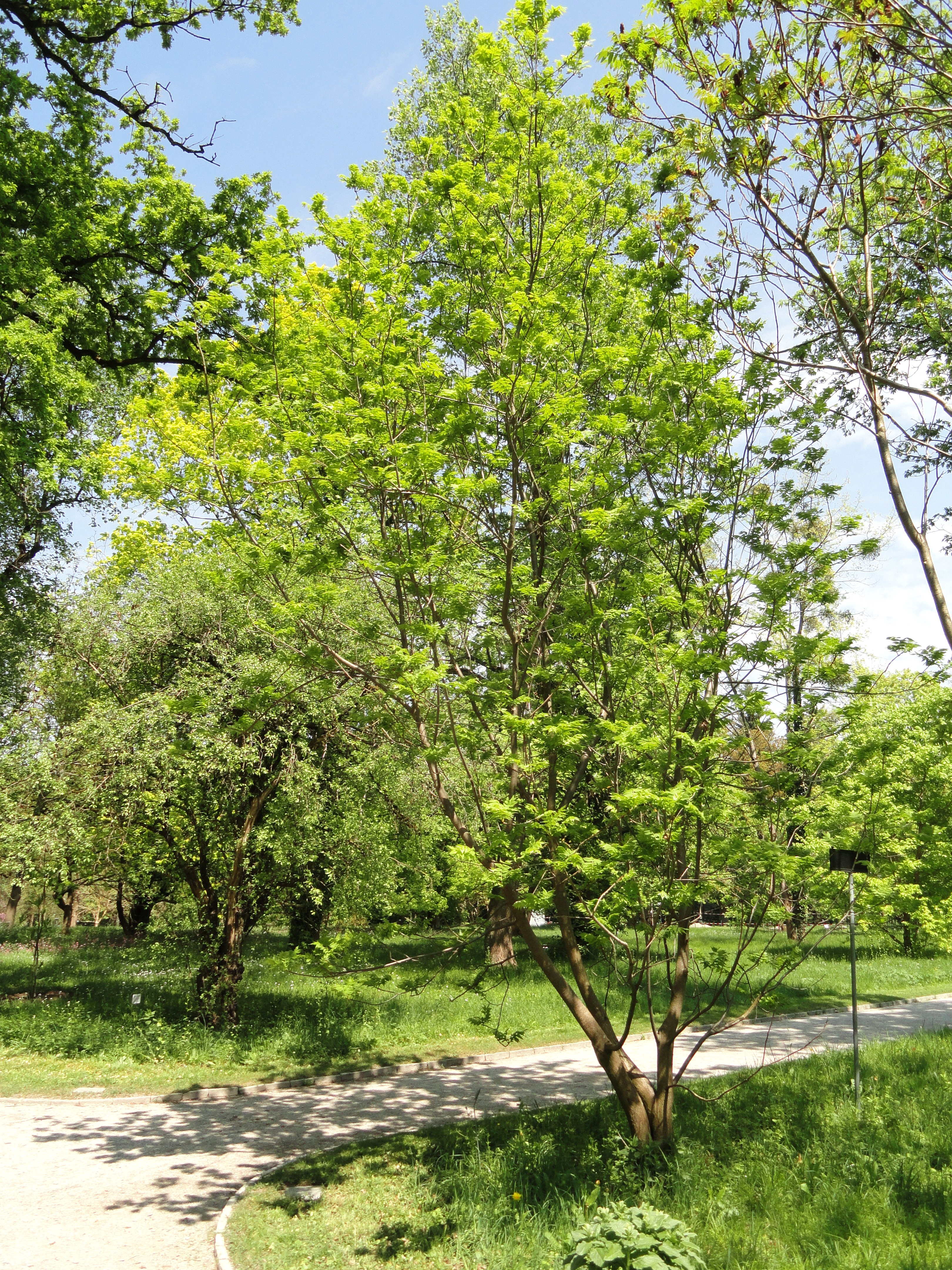
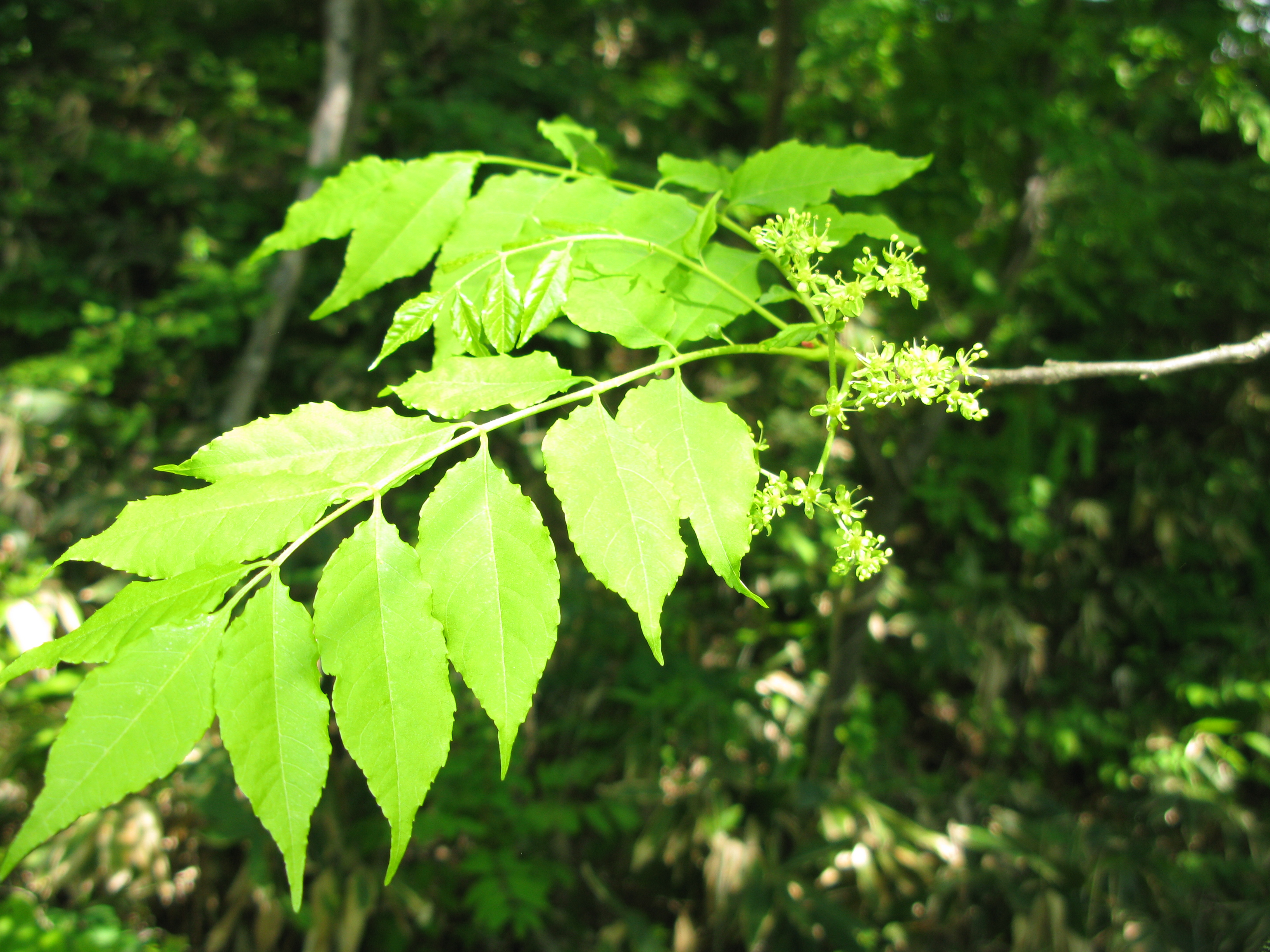